# 约翰·C·H·斯宾塞
约翰·C·H·斯宾塞（1946年4月21日—2021年6月28日）是一位澳大利亚物理学家，毕业于墨尔本大学，亞利桑那州立大學教授，2015年当选英国皇家学会外籍会士，2021年获瑞典皇家科学院颁发的爱明诺夫奖。